# Prisenhof Berlin
Der Prisenhof Berlin, vormals Prisenhof Berlin-Südost und Prisenhof Berlin-Riga, war von 1939 bis 1945 ein deutsches Prisengericht erster Instanz und verantwortlich für Prisensachen.

## Geschichte

### Vorgeschichte
Mit Ausbruch des Zweiten Weltkriegs entstand der Bedarf einer Prisengerichtsbarkeit erneut. Die am 28. August 1939 veröffentlichte erneuerte Prisengerichtsordnung richtete daher einen Prisenhof als Eingangsgerichte und den Oberprisenhof in Berlin als zweite Instanz ein. Anfangs existierte nur der Prisenhof in Hamburg.
Im Gegensatz zu der Besetzung am Oberprisenhof Berlin war der Prisenhof nur mit vier Richtern besetzt. Hierbei war ein Vorsitzender, zwei Richter mit Befähigung zum Richteramt und ein Seeoffizier zuzuteilen.

### Prisenhof Berlin-Südost
Im März 1941 wurde der Prisenhof Berlin-Südost eingerichtet. Er bestand bis Ende März 1942 und wurde mit dem Prisenhof Berlin-Riga zum Prisenhof Berlin.

### Prisenhof Berlin-Riga
Im Juni 1941 wurde der Prisenhof Berlin-Riga eingerichtet. Er bestand bis Ende März 1942 und wurde mit dem Prisenhof Berlin-Südost zum Prisenhof Berlin.

### Prisenhof Berlin
Der Prisenhof in Berlin nach dessen Einrichtung das nördliche Eismeer und die Ostsee und der Prisenhof in Hamburg hatte den Bereich des Mittelmeeres und des Schwarzen Meeres als Verantwortungsbereich zugewiesen bekommen.

## Reichskommissare am Prisenhof Berlin-Südost
- Vizeadmiral z. V. Ernst Junkermann: von März 1941 bis August 1941, ehemaliger Stellvertretender Reichskommissar am Prisenhof Hamburg und später Richter am Prisenhof Berlin
- Konteradmiral z. V. Wilhelm Friedrich Starke: von August 1941 bis Oktober 1941 (†)
- Konteradmiral z. V. Walther Koehler: mit der Wahrnehmung der Geschäfte von November 1941 bis Ende März 1942 beauftragt, eigentlich Reichskommissar am Prisenhof Berlin-Riga und anschließend am Prisenhof Berlin und später Richter am Prisenhof Hamburg

## Richter am Prisenhof Berlin-Südost
- Kapitän zur See Max Kühne: von Mai 1941 bis Ende März 1942, zeitgleich Richter am Prisenhof Berlin-Riga und später kommissarischer Reichskommissar am Prisenhof Hamburg

## Reichskommissar am Prisenhof Berlin-Riga
- Konteradmiral z. V. Walter Koehler: von Juni 1941 bis Ende März 1942, später zeitgleich Reichskommissar am Prisenhof Berlin-Südost und anschließend am Prisenhof Berlin und später Richter am Prisenhof Hamburg

## Richter am Prisenhof Berlin-Riga
- Kapitän zur See Max Kühne: von Juni 1941 bis Ende März 1942, zeitgleich Richter am Prisenhof Berlin-Südost und später kommissarischer Reichskommissar am Prisenhof Hamburg

## Reichskommissar am Prisenhof Berlin
- Konteradmiral z. V. Walter Koehler: von April 1942 bis Ende Februar 1943, ehemaliger Reichskommissar am Prisenhof Berlin-Südost und am Prisenhof Berlin-Riga

## Richter am Prisenhof Berlin
- Vizeadmiral z. V. Ernst Junkermann: von März 1941 bis August 1941, ehemaliger Stellvertretender Reichskommissar am Prisenhof Hamburg und Reichskommissar am Prisenhof Berlin-Südost
- Konteradmiral z. V. Hans Erler: von August 1940 bis März 1943 war er zeitweise stellvertretender Prisenrichter
- Konteradmiral z. V. Friedrich Braune: von September 1942 bis April 1945